# Alafia erythrophthalma
Alafia erythrophthalma är en oleanderväxtart som först beskrevs av Karl Moritz Schumann, och fick sitt nu gällande namn av A.J.M. Leeuwenberg. Alafia erythrophthalma ingår i släktet Alafia och familjen oleanderväxter. Inga underarter finns listade i Catalogue of Life.